# Carteriospongia
Carteriospongia is een geslacht van sponsdieren uit de klasse van de Demospongiae (gewone sponzen).

## Soorten
- Carteriospongia contorta Bergquist, Ayling & Wilkinson, 1988
- Carteriospongia delicata Pulitzer-Finali, 1982
- Carteriospongia fissurella (de Laubenfels, 1948)
- Carteriospongia flabellifera (Bowerbank, 1877)
- Carteriospongia foliascens (Pallas, 1766)
- Carteriospongia mystica Hyatt, 1877
- Carteriospongia pennatula Ridley, 1884
- Carteriospongia perforata Hyatt, 1877
- Carteriospongia silicata (Lendenfeld, 1889)
- Carteriospongia vermicularis (Lendenfeld, 1889)